# 马里奴斯·戴克胡伊岑
馬里努斯·迪積侯辛（荷蘭語：Marinus Dijkhuizen，1972年1月4日—）是一名荷蘭前足球員，場上司職前鋒，曾分別效力國內精英隊、甘堡爾和奧斯等球會，於2009年退役後擔任球隊管理工作，曾是英冠球會賓福特的主教練；2015年9月28日，執教8場聯賽僅獲兩勝，聯賽榜排第19位，迪積侯辛帥位不保。

## 榮譽

### 球員
甘堡爾
- 荷乙升班附加賽：1997/98年；

精英隊
- 荷兰足球乙级联赛：2005/06年；

### 領隊
蒙福特
- Hoofdklasse季軍（升班）：2010/11年；
- Eerste Klasse季軍（升班）：2009/10年；

精英隊
- 荷乙升班附加賽：2013/14年；

## 外部連結
- 足球資料庫：马里奴斯·戴克胡伊岑的領隊統計數據
- 足球数据库：马里奴斯·戴克胡伊岑的球员统计数据
- Profile （页面存档备份，存于） - Excelsior